# ینس کایوسته
ینس کایوسته (انگلیسی: Jens Cajuste؛ زادهٔ ۱۰ اوت ۱۹۹۹) بازیکن فوتبال است.
از باشگاه‌هایی که در آن بازی کرده‌است می‌توان به باشگاه فوتبال اورگریته و باشگاه فوتبال میتیولن اشاره کرد.